# TV3 (Schweiz)
TV3 war ein deutschsprachiges Schweizer Privatfernsehen. Das Programm wurde vom 6. September 1999 bis zum 22. Dezember 2001 ausgestrahlt. Ab dem 31. August 2006 wird es durch einen neuen Sender namens 3 Plus TV ersetzt.
Beim Sendestart wurde ein unterhaltungsorientiertes Vollprogramm mit Nachrichten-, Informations-, Talk- und Unterhaltungssendungen sowie eingekauften Serien und Filmen ausgestrahlt. TV3 sah sich zu Beginn als Ergänzung zum Informations- und Unterhaltungsangebot des SF DRS. Bereits kurze Zeit nach dem Sendestart bestand das Programm allerdings fast ausschliesslich aus Unterhaltungssendungen. TV3 sendete zahlreiche Reality-Shows wie Big Brother, Expedition Robinson oder Die Bar.

## Eigentümer
Beim Start von TV3 gehörte das Unternehmen zu je 50 Prozent der Tamedia AG (Tages-Anzeiger) und der US-amerikanisch-luxemburgischen SBS Broadcasting Group (SBS).

## Geschichte
Am 6. September 1999 ging TV3 erstmals auf Sendung. Im Jahr 2000 wurde dem Sender Zensur bei Big Brother vorgeworfen. Der Sender erhielt ab 2001 von der SBS Broadcasting Group keine Zahlungen mehr und wurde von der Tamedia AG übernommen. Am 21. November 2001 gab diese die Schließung des Fernsehsenders bekannt. Am 22. Dezember wurde TV3 eingestellt. Als letzte Sendung wurde der Spielfilm Titanic ausgestrahlt. Als Grund für die Einstellung gab die Eigentümerin zu hohe Schulden des Unternehmens an. Nach der Pleite wurde spekuliert, dass die Sendungen von SRF übernommen werden. Im Jahr 2002 wurden die TV-Studios verkauft. Am 31. August 2006 wurde TV3 durch den neuen Nachfolgesender 3 Plus TV ersetzt.

## Sendungen

### Eigenproduzierte Sendungen
- Fohrler Live (tägliche Talkshow mit Daniel Fohrler)
- Fohrler (wöchentliche Sendung mit Daniel Fohrler)
- Expedition Robinson (Reality-Show mit Silvan Grütter. Zwei ausgestrahlte Staffeln; eine dritte Staffel wurde fertig produziert, aber wegen der Schliessung des Senders nie ausgestrahlt.)
- Expedition Robinson – Das Tagebuch (tägliche Show rund um die zweite Staffel von Expedition Robinson)
- Joya rennt moderiert von Björn Hering[7]
- Liebe auf den ersten Blick moderiert von Björn Hering
- Räz (Konsumentensendung, benannt nach dem Nachnamen des Moderators)
- Die Schuldenshow (Gläubiger und Schuldner kämpfen zusammen für die Tilgung der Schulden)
- Wer wird Millionär? (Quizshow mit Comedian René Rindlisbacher)
- Alarm (Magazin rund um die Polizei und die Feuerwehr)
- Die dümmsten … der Welt (Magazin mit Homevideos)
- Wannenmacher (wöchentliche Talkshow mit Eva Wannenmacher)
- Game TV (Call-In-Show)
- Game Time (moderiert von Jennifer Joy)
- Tele Play (moderiert von Conny)
- Zengi (moderiert von Nadim)
- Big Brother (Reality-Show, zwei Staffeln: Staffel 1 moderiert von Daniel Fohrler, Aussenmoderation Karin Lanz; Staffel 2 moderiert von Eva Wannenmacher, Aussenmoderation Yves Schifferle)
- Big Brother – Das Quiz (moderiert von den Ex-Bewohnern Conny und Nadim)
- News (moderiert von Franz Fischlin und Maria Rodriguez)
- Wetter (Wettervorhersage)
- Die Bar (Reality-Show mit Yves Schifferle)
- Champions (tägliche Quizshow mit Yves Schifferle)
- Wohnduell (Wohnungsumgestaltungshow mit Corinne Waldmeier)
- Libero (Comedyshow mit René Rindlisbacher)
- Klassenfest (Show mit Daniel Fohrler)
- Popstars (Castingshow)
- Hotflirt (Dating-Show mit Reto Peritz)
- Cinderella (Beauty-Show mit Michelle Hunziker)
- Due (Los-Show, die in der Werbepause von anderen Sendungen platziert wurde)
- Lust und Liebe (Erotikmagazin mit Miss Diva (Branko B. Gabriel))

### Ausländische TV-Sendungen
- Digimon (2001) (8:45 und 10:40)[8][9]
- Dragon Ball[10]
- Futurama
- South Park
- Simpsons